# Emanuele de Cillis
Emmanuele de Cillis, detto Emanuele (Caserta, 31 maggio 1866 – Portici, 19 marzo 1952), è stato un agronomo e politico italiano.

## Biografia
Laureato nel 1887, ha insegnato per molti anni nella Scuola superiore di agricoltura di Portici. È stato professore ordinario di coltivazioni all'Istituto superiore agrario di Portici, dell'Istituto superiore agrario di Portici, preside della Facoltà di agraria dell'Università di Napoli, professore emerito dell'Università di Napoli. Senatore dal 1929, decaduto con sentenza dell'Alta Corte di Giustizia per le Sanzioni contro il Fascismo del 5 dicembre 1944.